# 于成龍
于成龍（1617年9月26日—1684年5月31日），字北溟，號于山，山西永宁州（离石縣）人，清朝政治人物，廉吏。
明朝萬曆四十五年（1617年）出生，順治十八年（1661年）出仕，歷任知縣、知州、知府、道員。康熙十七年（1678年），升福建按察使。福建巡撫吳興祚向朝廷舉荐，稱為“閩省廉能第一”。康熙十九年（1680年）春，康熙“特簡”于成龍為畿輔直隸巡撫。於康熙二十一年（1682年）至二十三年（1684年）擔任兩江總督，康熙二十三年（1684年），于成龍逝於任上，享壽68岁。
著有《畿輔通志》46卷、《江南通志》54卷。

## 生平

### 早年生涯
于成龍生於山西永寧的一戶鄉紳之家。明崇禎十二年（1639年），時年23歲的他參加科舉考試，獲得副榜貢生，他考慮到父親年事已高，沒有任官就職。

### 為官生涯
清順治十八年（1661年），時年45歲的于成龍，接受清廷委任，到廣西羅城擔任知縣。當時羅城地處偏遠，加上久經戰亂，縣城人口稀少，縣城中僅有六戶人家，沒有城郭和官署。于成龍安撫百姓，在當地建立保甲制度，嚴懲盜賊。治安逐漸穩定後，由於當地的人力不足，招募流民以恢復生產，並向上級請求放寬徭役。另外還動員百姓修建民宅、學校和養老院、救濟院，使百姓接受教育，窮人和孤寡老人能有所養。深得民心後，又以剛柔並用的方法，解決地方豪強欺壓百姓的行為。三年內，羅城出現百姓安居樂業的景象。
康熙六年（1667年），于成龍因為政績卓著被廣西巡撫金光祖和兩廣總督盧興祖舉薦為「卓異」，升任為四川合州知州。當地由於經過長期戰亂，人口只有百餘人，而賦稅徭役卻十分繁重。他到任後，嚴禁官員剝削百姓。為了使荒蕪的土地開墾，規定土地為最先耕作的人所占有，同時要求各縣注意為新附百姓解決定居與墾荒的具體困難，區劃田舍，登記註冊，借貸耕田和種子，並明確規定三年不收田租。一個月內，合州人口便增加至一千餘戶。
康熙八年（1669年），于成龍升任為湖廣黃州府同知，當時黃州治安問題嚴重，影響地方安定和居民生活。為了瞭解盜情，他多次微服訪查，了解情況後，將地方上的盜賊一舉抓獲，對待案犯，于成龍主張慎刑，以教育為主，採取「寬嚴並治」和「以盜治盜」的方法，成效明顯。
于成龍在詞訟、斷獄方面，精於從細節上發現問題，常微服私訪，體察民情，秉公處理地方上的疑案、懸案，使許多錯案得到平反，於是百姓稱呼他為「于青天」，于成龍再次因為政蹟卓著被湖廣巡撫張朝珍舉薦為「卓異」。
康熙十三年（1674年），于成龍代理湖廣武昌知府。適逢三藩之亂，湖廣不少地區發生動亂。他出面招撫，穩定地方百姓情緒，並隻身犯險，說服暴民停止行動。同年八月，于成龍調任黃州，叛軍聯絡當地豪紳造反，聲勢浩大，形勢危急。他召集當地鄉間勇士迎戰，他自己身先士卒，使得士氣大振。最終，于成龍以「民眾兩千，破敵數萬」，平定了這場動亂。
康熙十六年（1677年），調任下江防道道尹。
康熙十七年（1678年），于成龍出任福建按察使。當時清廷為了對付臺灣鄭氏的抗清勢力，實行「海禁」政策。地方官員不顧連年兵禍，時常以「通海」罪名屢興大獄。他得知此事後，對這些案件提出重審，在他的力爭和主持下，先後有千餘名無辜百姓獲得釋放，于成龍因為此事第三度被舉薦為「卓異」。
康熙十八年（1679年），于成龍升任為福建省布政使，福建巡撫吳興祚並專疏向朝廷舉薦，稱于成龍為「閩省廉能第一」。
康熙十九年（1680年），于成龙被提拔为直隶省巡抚。
康熙二十年（1681年），康熙帝親自召見，賜予他白銀千兩、御馬一匹，親自賦詩一首表彰其廉能，並稱讚他為「清官第一」。
康熙二十一年（1682年），于成龍升任兩江總督加兵部尚書銜，升官前，将通州知州小于成龙提拔为江宁知府。任職總督之初僅轄江南兩省，江西總督由董衛國擔任，據悉于出任兩江總督的消息傳出，南京布价急速上漲，“金陵闔城盡換布衣。即婚嫁無敢用音樂，士大夫減驅從，至有惊恐喘臥不能出戶者，……奸人猾胥各鳥獸竄”。
康熙二十二年（1683年），為官太清廉導致兩江沒有送紅包給中央，成為公敵，受馬世濟參劾被下屬蒙蔽以及辱罵學政（此兩件參劾極為空洞，被下屬蒙蔽無法舉出具體事例，總督辱罵學政則很難說有罪）。康熙知道于成龍得罪太多準備收兩江紅包的大官，加上不明真相，給予處分降五級留任，以平納蘭明珠等眾怒。康熙知道于成龍不服氣，特地將江蘇、安徽巡撫升走，暫由于成龍代理，等於總督兼兩巡撫，兩江的事于成龍說了算。
康熙二十三年（1684年），于成龍逝於兩江總督任上，南京當地百姓聞訊後，「士民男女無少長，皆巷哭罷市」。由時任吏部侍郎的陳廷敬書寫碑文，作為對其廉洁一生的表彰，葬於家乡永宁。
康熙二十四年（1685年），康熙查明馬世濟參劾案的真相後，大舉追悼于成龍，並親撰碑文、祭文。
康熙四十二年（1703年），召見于成龍孫子準，興奮地對大臣們說：“這就是老總督的孫子啊！”隨後，晉升為四川布政使。四個月後，又升貴州巡撫。很快又從窮省貴州升到富省江蘇巡撫。

## 逸事
于成龍一生勤政廉潔，無論在窮鄉僻壤的小城，還是在富庶繁華的江南，他始終不改節儉作風，“屑糠雜米為粥，与同僕共吃”，“日食粗一盂，粥糜一匙，侑以青菜，終年不知肉味”，人稱“于青菜”；深得百姓愛戴，以“天下廉吏第一”蜚聲朝野。他不僅自己生活清苦，也要求家人和僕役儘量儉樸，不論在何處，從沒有任何家眷隨行，他的妻子闊別二十年以來只見面一次。
于成龍歷任知縣、知州、知府、道員等地方官，藩臬按察使、布政使二司、督撫大員，所到之處，皆有政績。尤其是始終清廉自守，多行善政，深得士民愛戴，史書評價：「于成龍得民心如此，古史罕見。」。
康熙二十三年（1684年）四月十八日卯時去世。替他辦後事的官員看到寢室“皆見床頭敝司中惟綈袍一套。堂后瓦瓮米數斛，鹽豉數器而已，無不慟哭失聲。”“士民男女無少長，皆巷哭罷市。持香、楮至者日數萬人。下至萊庸負販，色目、番僧也伏地哭。”康熙感嘆道：“居官如于成龍者有幾？”，称其为“天下廉吏第一”。後歸葬山西，谥号“清端”。
左都御史魏象樞極力在康熙面前推薦于成龍，但沒有告知于成龍，兩人也沒有見過面。于成龍死後，魏象樞感嘆道：神交已久，沒有見面是最大遺憾。

## 相關文藝作品
- 蒲松龄的短片小说集《聊斋志异》卷九第二篇名为“于中丞”，记述了两件于成龙破案的故事。
- 《清官于成龙》，中国大陸知名评书表演艺术家单田芳的评书作品，共120集。
- 《一代廉吏于成龙》，由中国共产党中央纪律检查委员会电教中心和太原电视台共同拍摄的19集电视剧，2000年11月24日起在中央电视台一套20:06黄金时段播出。
- 《廉吏于成龙》，由上海京剧院出品的新编历史京剧，尚长荣主演。
- 《康熙微服私訪記》中，每當康熙帝查到甚麼，于成龍總會在劇中出現，以為事情結案。

### 影視作品
| 年份   | 劇名                     | 演員   | 剧中姓名 |
| 2017年 | 電視劇《大清總督于成龍》 | 成泰燊 | 于成龍   |

## 延伸阅读
[在维基数据编辑]
 《清史稿·卷277》，出自趙爾巽《清史稿》
 《清史稿·卷279》，出自趙爾巽《清史稿》
 在维基共享资源阅览影像

### 引用
1. 1 2 3  龔書鐸. . . 2011: 62頁.
2. ↑  童超. . . 2010: 36-37頁.
3. 1 2 3  龔書鐸. . . 2011: 62-63頁.
4. 1 2 3  童超. . . 2010: 37-38頁.
5. 1 2  龔書鐸. . . 2011: 63頁.
6. ↑  王振川 <于成龍> 崧燁文化出版
7. ↑  童超. . . 2010: 38-39頁.
8. ↑  《康熙起居注》
9. ↑  姚廷遴《上浦經歷筆記》